# International Peace Garden

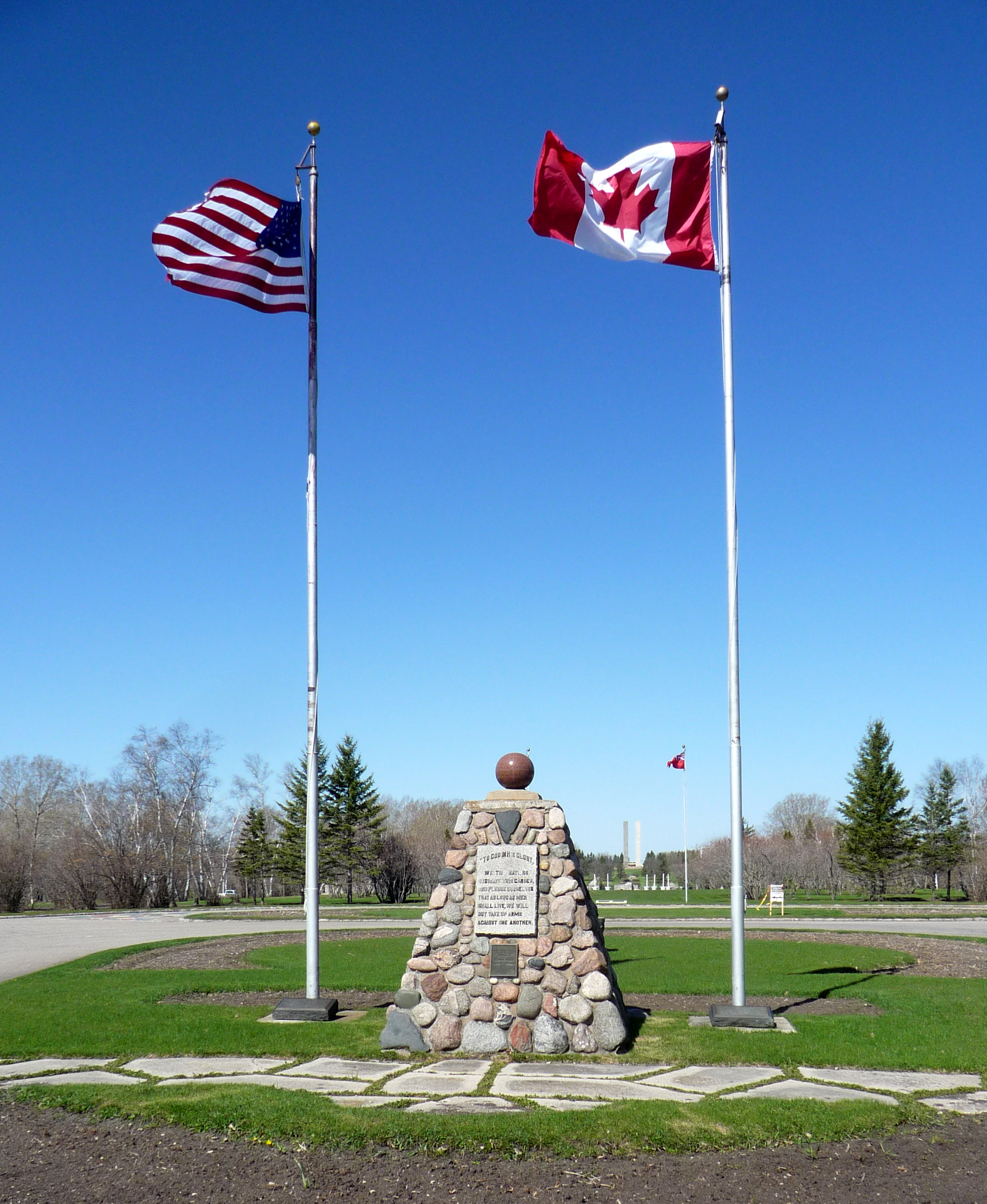
El monumento original, erigido en 1932 y dedicado "To God in His Glory" ("A Dios en su Gloria"), en el frente del parque: la bola es la frontera, y forma una línea recta entre las torres de la paz, vistas en el fondo. La bandera de Manitoba se ve al lado derecho, detrás de la bandera canadiense.

The International Peace Garden ( en español : El Jardín Internacional de la Paz) es un parque de 3.65 millas cuadradas (9.46 km²) de extensión ubicado en la frontera internacional entre Canadá y los Estados Unidos, compartido por el estado de Dakota del Norte y la provincia canadiense de Manitoba.

## Localización
El parque se ubica al norte de Dunseith (Dakota del Norte) en el término norte de la autopista "U.S. Highway 281" en el noroeste del Condado de Rolette, y adyacente a la esquina sureste del Turtle Mountain Provincial Park en la Municipalidad Rural de Morton, al sur de Boissevain (Manitoba) en la "Manitoba Provincial Highway 10". No es necesario ir a través las aduanas para tener acceso al parque, pues la única vía de acceso está situada en el límite internacional de Canadá y EE. UU. entre los puestos de frontera estadounidense y canadiense. Los visitantes deben de pasar uno de estos puestos fronterizos después de abandonar el parque.
International Peace Garden RR 1 Box 116 (Box 419 - Canadá) Dunseith (Boissevain - Canadá) North Dakota (Manitoba - Canadá) 58329, R0K0E0 Canada United States of America.

## Historia

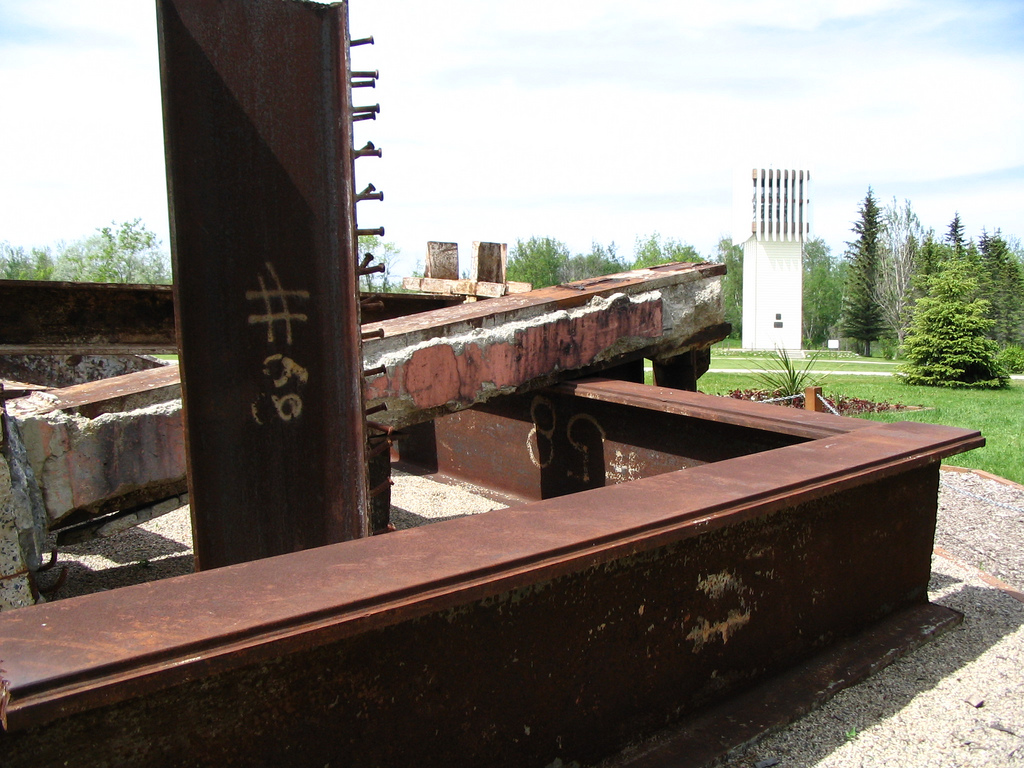
En recuerdo del atentado del World Trade Center de Nueva York.

Establecido el 14 de julio de 1932, el parque cultiva más de 150.000 plantas de flor cada año. Las características principales del jardín incluyen un reloj floral de 18 pies ( 5.5-m), fuentes, un carillón, y dos torres hermanas de hormigón de 120 pies (37 m)  de altura que montan la frontera a horcajadas con una capilla de la paz en su base. Las paredes de la capilla están inscritas con frases notables sobre la paz. 
Las campanas de Arma Sifton son un carillón de 14 campanas de la factoría de fundidores Gillett & Johnston. Las campanas fueron un regalo de la Iglesia Central Unida de Brandon (Manitoba) de 1972. La torre fue suministrada por los veteranos de Dakota del Norte y dedicada en 1976. Se muestran también restos de algún edificio de los World Trade Center de los ataques de 11 de septiembre de 2001 expuestos en una parte del jardín.
Los "Peace Garden" alberga cada verano dos acampadas de jóvenes, la "International Music Camp" ("Acampada Internacional de Música") y la "Legion Athletic Camp" ("Acampada de la Legión Athletic").
Localizado en el jardín se ubica el "North American Game Warden Museum".
El estado de Dakota del Norte tiene como uno de sus apodos "The Peace Garden State" ("el estado de jardín de la paz"), y expone este lema en las placas de registro de vehículos de Dakota del Norte. 